# Aechmea pabstii
Aechmea pabstii là một loài thực vật có hoa trong họ Bromeliaceae. Loài này được E.Pereira & Moutinho mô tả khoa học đầu tiên năm 1980.